# Turki (rejon buski)
Turki – przysiółek w obwodzie lwowskim, w rejonie buskim na Ukrainie.

## Położenie
Według Słownika geograficznego Królestwa Polskiego i innych krajów słowiańskich: Turki to przysiółek w gminie Sokole, pow. Kamionka Strumiłowa.